# Accrochage vertical et saut

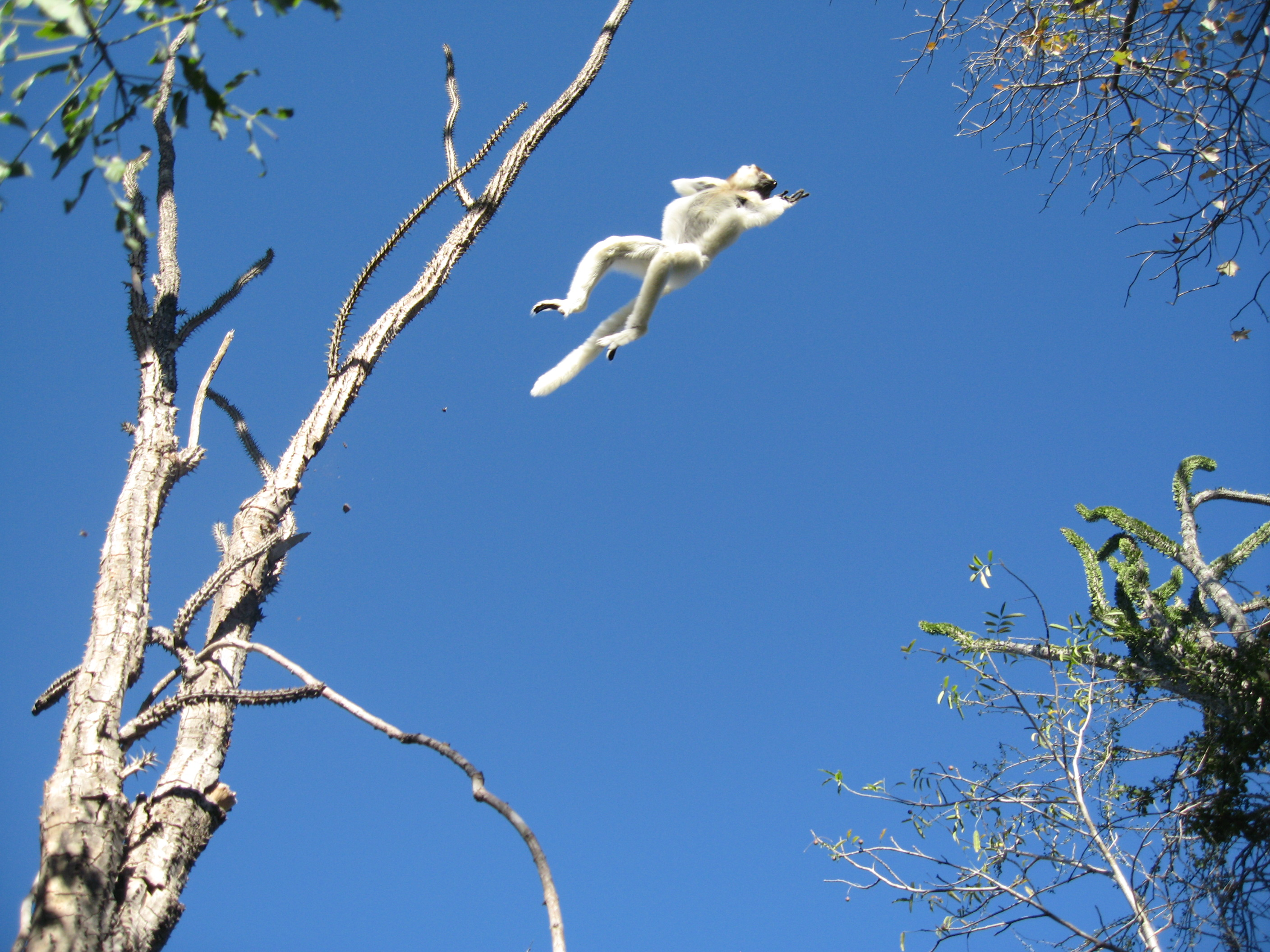
Le sifaka de Verreaux (Propithecus verreauxi) est, comme les autres indriidés, spécialiste de ce mode de déplacement.

L'accrochage vertical et saut (« vertical clinging and leaping » en anglais à l'origine) est un type de locomotion arboricole le plus souvent observée chez les primates strepsirrhiniens, et en particulier chez les membres de la famille des Indriidae. Au repos, l'animal s'accroche à un support vertical, comme sur le tronc d'un arbre ou sur une tige de bambou. Pour passer d'une plante à l'autre, il pousse sur ce support vertical avec ses membres postérieurs, atterrissant sur un autre support vertical.
Le saut débute par une phase de contre-mouvements préparatoires. L'animal s'accroupit et rentre le tronc entre ses cuisses écartées. Il effectue parfois une série de petits bonds afin de se repositionner sur le support, d'ajuster sa position par rapport à la cible et de placer ses pieds pour le décollage. Dans un deuxième temps, le primate tourne la tête sur ses épaules à 180° pour viser son objectif, car le support cible se situe généralement derrière lui. Il doit également effectuer une rotation sur son axe longitudinal afin d'atterrir de face. Celle-ci est initiée lors de l'accélération du décollage et réalisée lorsque le corps est complètement déployé. Elle est probablement générée par une poussée asymétrique (c'est-à-dire une quantité différente de force fournie par chacun des deux pieds) et assistée par des mouvements violents d'un membre antérieur qui est libéré du support et balancé vers le haut et vers l'extérieur. Ce mouvement très rapide est achevé au moment même où les orteils du primate quittent le support. La dernière phase est l'atterrissage, l'animal devant ensuite pivoter sur son axe transversal afin d'amener ses membres postérieurs en position pour atterrir. Ce mouvement a lieu dans les airs : le primate fléchit les jambes et les ramène le long du tronc, réduisant ainsi le moment d'inertie de la partie inférieure du corps. En raison de la conservation de la quantité de mouvement, la rotation ultérieure des pattes arrière vers l'avant doit être accompagnée par des mouvements des autres parties du corps avec une magnitude égale par rapport au centre de gravité. Les membres antérieurs sont tendus vers le bas pour augmenter le moment d'inertie de la partie supérieure du corps. La queue, lorsqu'elle est présente, est propulsée en avant pour assister ce mouvement.

Schéma représentant les mouvements d'accrochage vertical et saut.